# Dynomene pilumnoides
Dynomene pilumnoides är en kräftdjursart som beskrevs av Alcock 1900. Dynomene pilumnoides ingår i släktet Dynomene och familjen Dynomenidae. Inga underarter finns listade i Catalogue of Life.